# Brit Virgin-szigetek
A Brit Virgin-szigetek (angolul British Virgin Islands, BVI) az Egyesült Királyság tengerentúli területe a Karib-térségben.
Az Egyesült Nemzetek Szervezete Gyarmatosításellenes Bizottsága úgy listázza, mint nem független területet.

## Földrajz
A Brit Virgin-szigetek a Kis-Antillák, azon belül a Szélcsendes-szigetek, azon belül a Virgin-szigetek része a Karib-térségben, az Amerikai Virgin-szigetektől északkeletre. Több mint 50 sziget alkotja, ezek közül 16 lakott. Északról az Atlanti-óceán, délről a Karib-tenger öleli körbe. A legnagyobb szigetek Tortola, Virgin Gorda, Anegada és Jost Van Dyke.
Kisebb szigetei: Great Camanoe, Guana Island, Peter Island, Salt Island, Beef Island, Cooper Island, Ginger Island, Norman Island és több kisebb szigetecske szétszórtan a Sir Francis Drake-csatornában. Néhány sziget magántulajdonban van, például a Necker Island tulajdonosa Sir Richard Branson.
Fővárosa Road Town Tortola szigetén. A szigeteket a korallmészkőből álló Anegada kivételével vulkanikus kőzetek építik fel. Klímája szubtrópusi, nedves, a passzátszelek hűtik. Júliustól októberig gyakoriak a hurrikánok. Legmagasabb pontja a Mount Sage (521 m).

## Történet

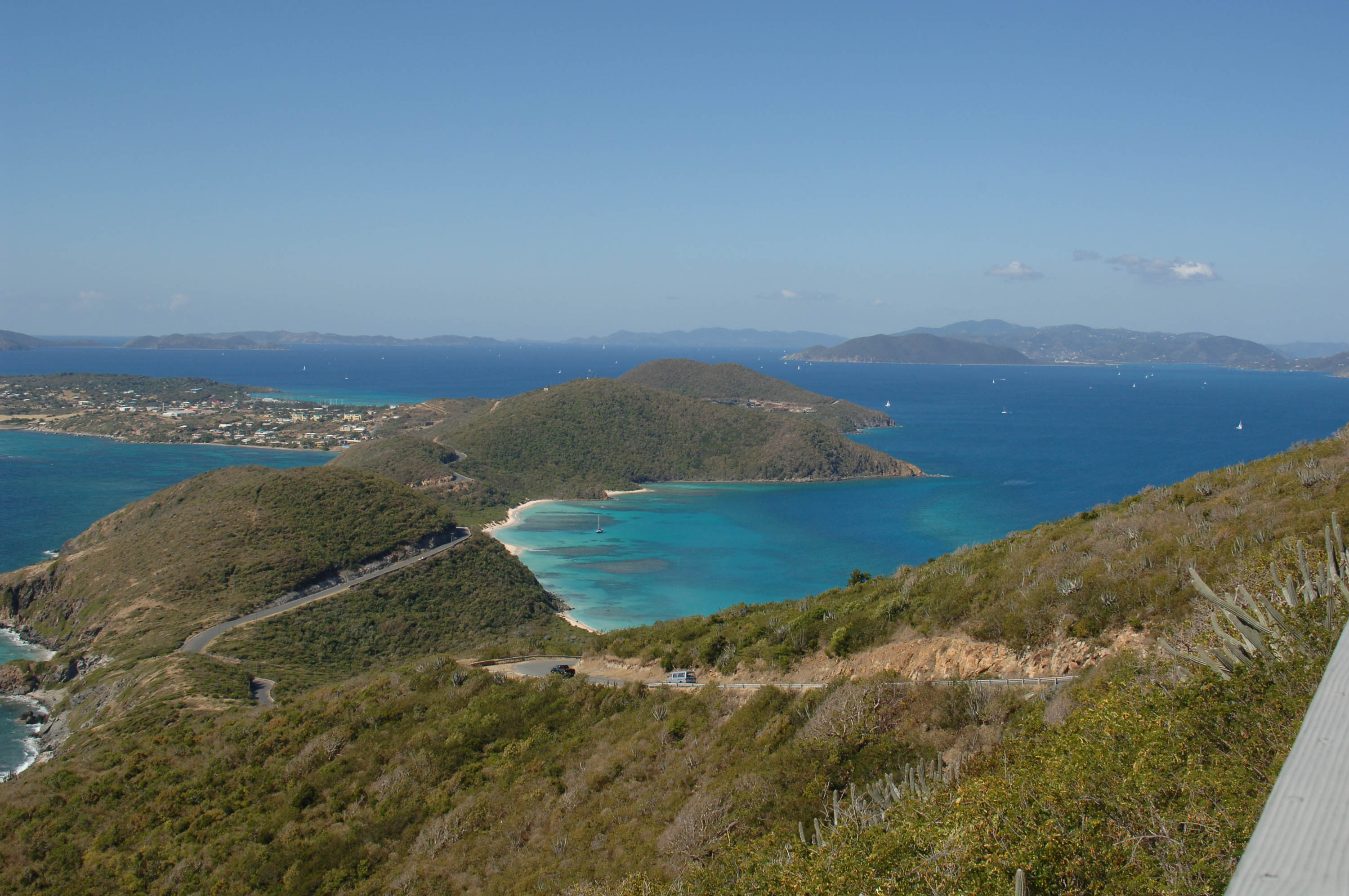
A Gorda-csúcs Nemzeti Park Virgin Gorda szigetén

A szigeteket Kolumbusz Kristóf fedezte fel második útján, 1493-ban és a szigeteknek "Tizenegyezer szűz szigetei" nevet adta. Először hollandok telepedtek le rajta 1648-ban, ezután nem sokkal, 1672-ben Anglia annektálta a területet, az első településeket csak 1680 körül létesítették. A nevük egyszerűen csak Virgin-szigetek volt egészen az első világháború végéig, amikor USA megvásárolta Dániától a közeli Dán Nyugat-Indiát, és átkeresztelte őket Amerikai Virgin-szigetekre. 1958-ban csatlakozott a Nyugat-Indiai Föderációhoz, majd annak felbomlása után önálló gyarmat lett, 1967-ben önálló önkormányzatot kapott.
A külügyek, a honvédelem, s gazdasági ügyek egy része a brit uralkodó (de facto a brit kormány) által kinevezett kormányzó hatáskörébe tartozik. A többi ügyet a hely lakosok által választott parlament, s választásokon nyertes párt által delegált főminiszter intézi.

## Lakosság
A lakosság többségét az afrikai származású feketék teszik ki, arányuk 83%. A maradék 17% nagyon változatos összetételű népességet takar. Ebben vannak az európai fehér (brit) gyarmatosítók utódai, ázsiai betelepülők, zömmel indiaiak. A sziget azon kevés karib szigethez tartozik, ahol még fennmaradtak a szigetcsoport nevét adó karib indiánok leszármazottai is. 

## Közigazgatási beosztás

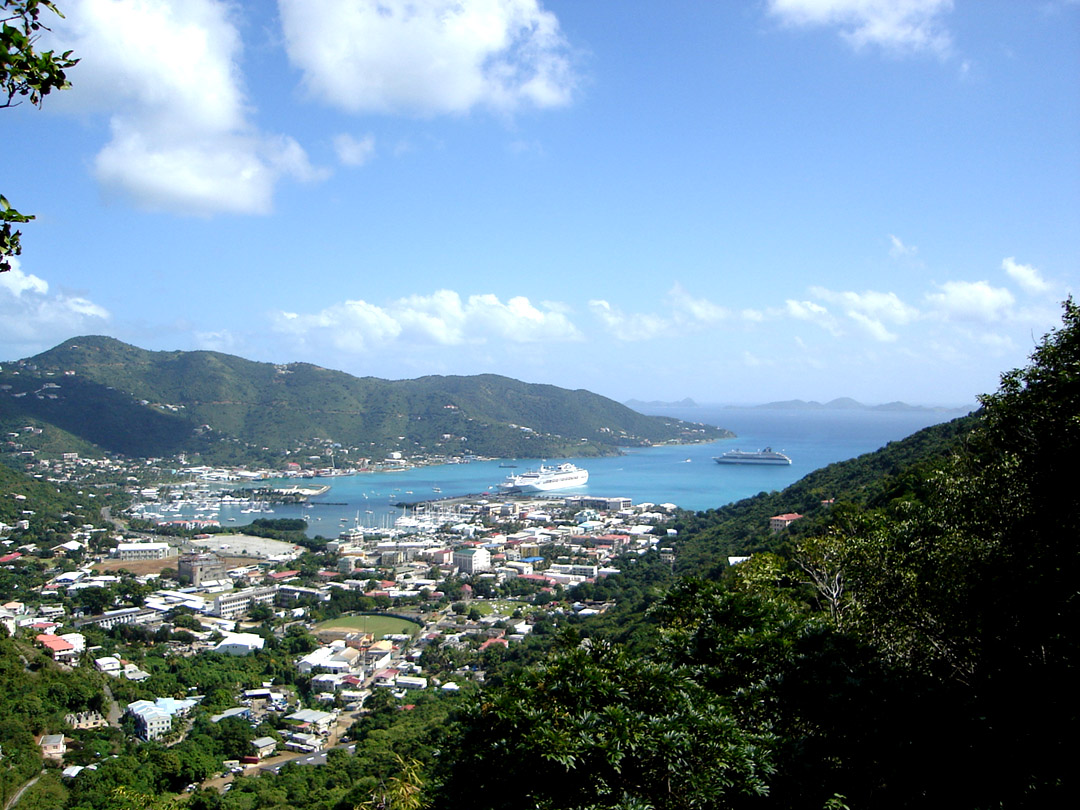
A főváros, Road Town Tortola szigetén

| Körzet         | Székhely            | Terület (km²) | Lakosság (2006) |
| -------------- | ------------------- | ------------- | --------------- |
| Anegada        | The Settlement      | 38,6          | 204             |
| Jost Van Dyke  | Great Harbour       | 8,3           | 176             |
| Tortola        | Road Town           | 59,2          | 16 630          |
| Virgin Gorda   | Spanish Town        | 21,2          | 3063            |
| Egyéb szigetek | Peter Island Resort | 23,7          | 181             |
| BVI összesen   | Road Town           | 151           | 20 253          |

## Gazdaság

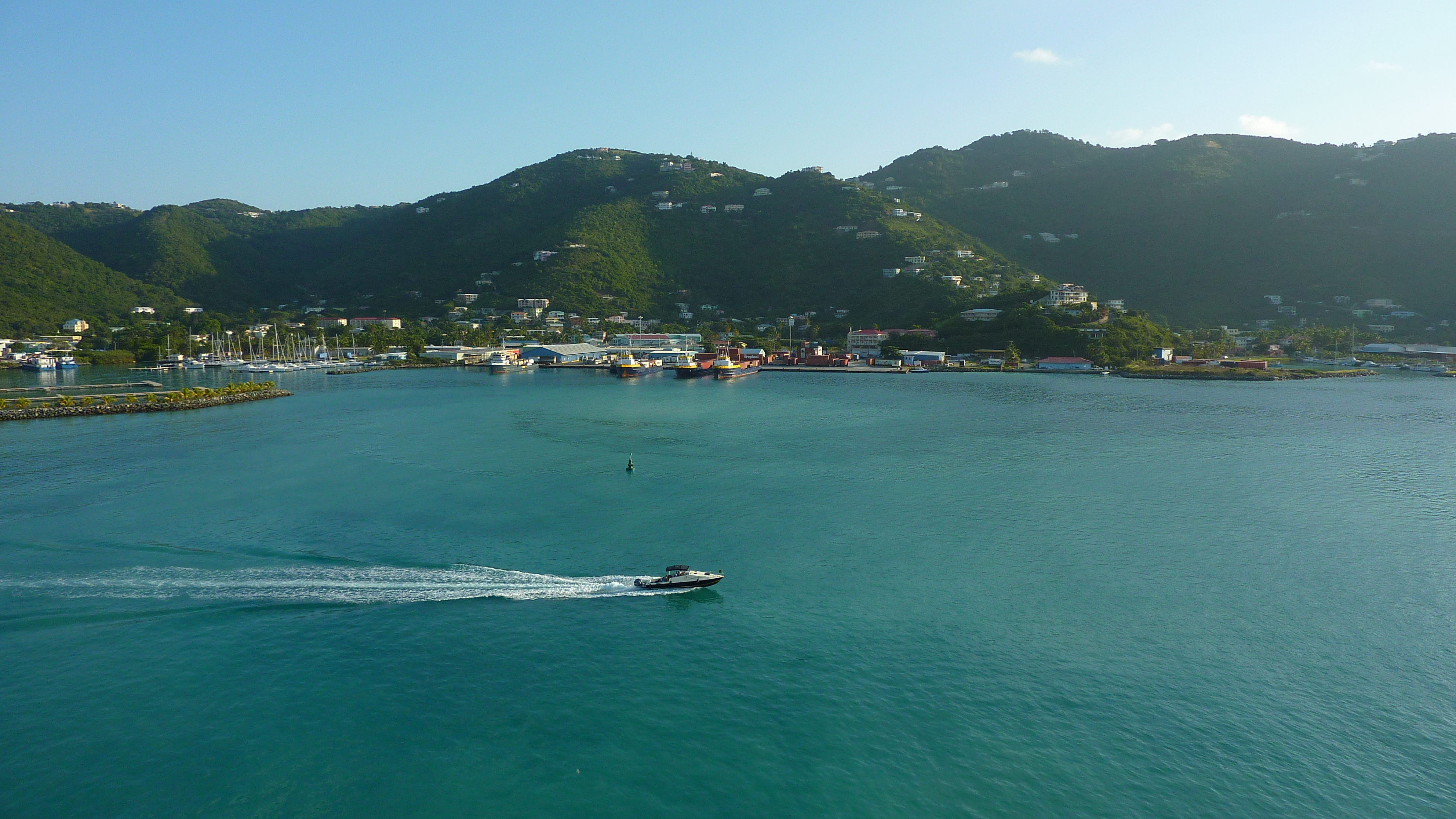
Road Town

A szigetek gazdasága az egyik legjobban prosperáló a térségben, az egy főre jutó nemzeti össztermék (GDP) 15 000 dollár. Fő bevételi forrása a turizmus (kb. 45%), elsősorban amerikai turisták körében népszerű, évente mintegy 350 000-en keresik fel (1997-es adat). A legkedveltebb turistacélpontok a fehér homokos partok, sokan hódolnak a szabadtüdős búvárkodásnak és ez a világ egyik legnépszerűbb vitorlázó területe is.
Jelentős bevétel származik az offshore cégek üzemeléséből, 1997-ben kb. 250 000 volt a szigeteken bejegyezve. A gazdaság szoros kapcsolatban van az Amerikai Virgin-szigetekkel, 1959 óta a hivatalos fizetőeszköz az amerikai dollár.
A mezőgazdaságot elsősorban az állattenyésztés jellemzi. Könnyűipara fejletlen. Gazdaságilag nagyban függ a szomszédos Amerikai Virgin-szigetektől.

## Közlekedés
Lévén kis szigetek, a közlekedés elég korlátozott. Mindössze 113 km kiépített út található. Fő nemzetközi reptere a Tortolától keletre levő Beef Islanden van, kisebb repülőterek találhatók még Virgin Gordán és Anegadán is. Fő kikötője Road Town.

### Hivatalos oldalak
- Hivatalos honlap
- Londoni hivatalok szerinti információk
- Turisztikai információk

### Média
- BVI News Online
- The Island Sun Archiválva 2015. március 16-i dátummal a Wayback Machine-ben
- The BVI Beacon
- BVI Standpoint